# Klasa A w piłce nożnej (2022/2023)
Klasa A w sezonie 2022/2023 odbywała się w 134 grupach, które były prowadzone przez poszczególne Wojewódzkie i/lub Okręgowe Związki Piłki Nożnej. Najlepsze drużyny awansowały do klasy okręgowej, natomiast najsłabsze drużyny były relegowane do klasy B.

## Zwycięzcy
| Okręg                          | Drużyna                          | Źródło                         | Szczegóły                      | Okręg                           | Drużyna                         | Źródło                          | Szczegóły                       | Okręg                          | Drużyna                        | Źródło                         | Szczegóły                      |
| Województwo dolnośląskie       | Województwo dolnośląskie         | Województwo dolnośląskie       | Województwo dolnośląskie       | Województwo mazowieckie         | Województwo mazowieckie         | Województwo mazowieckie         | Województwo mazowieckie         | Województwo wielkopolskie      | Województwo wielkopolskie      | Województwo wielkopolskie      | Województwo wielkopolskie      |
| ------------------------------ | -------------------------------- | ------------------------------ | ------------------------------ | ------------------------------- | ------------------------------- | ------------------------------- | ------------------------------- | ------------------------------ | ------------------------------ | ------------------------------ | ------------------------------ |
| Jelenia Góra I                 | Orzeł Mysłakowice                | [ 1 ]                          | szczegóły                      | Ciechanów-Ostrołęka             | Opia Opinogóra                  | [ 2 ]                           | szczegóły                       | wielkopolska I                 | MKP Powiat Pilski              | [ 3 ]                          | szczegóły                      |
| Jelenia Góra II                | Granica Bogatynia                | [ 4 ]                          | szczegóły                      | Płock                           | Szopen Sanniki                  | [ 5 ]                           | szczegóły                       | wielkopolska II                | Fortuna Wieleń                 | [ 6 ]                          | szczegóły                      |
| Jelenia Góra III               | Twardy Świętoszów                | [ 7 ]                          | szczegóły                      | Radom I                         | Akcja I Jastrzębia              | [ 8 ]                           | szczegóły                       | wielkopolska III               | Sokół Duszniki                 | [ 9 ]                          | szczegóły                      |
| Legnica I                      | Pogoń Góra                       | [ 10 ]                         | szczegóły                      | Radom II                        | Zodiak Sucha                    | [ 11 ]                          | szczegóły                       | wielkopolska IV                | KS Fałkowo                     | [ 12 ]                         | szczegóły                      |
| Legnica II                     | Błękitni Kościelec               | [ 13 ]                         | szczegóły                      | Siedlce                         | Podlasie II Sokołów Podlaski    | [ 14 ]                          | szczegóły                       | wielkopolska V                 | Tur 1921 Turek                 | [ 15 ]                         | szczegóły                      |
| Legnica III                    | Chojnowianka Chojnów             | [ 16 ]                         | szczegóły                      | Warszawa I                      | Mazur Radzymin                  | [ 17 ]                          | szczegóły                       | wielkopolska VI                | Grom Wolsztyn                  | [ 18 ]                         | szczegóły                      |
| Wałbrzych I                    | Włókniarz Głuszyca               | [ 19 ]                         | szczegóły                      | Warszawa II                     | Delta Warszawa                  | [ 20 ]                          | szczegóły                       | wielkopolska VII               | Helios Czempiń                 | [ 21 ]                         | szczegóły                      |
| Wałbrzych II                   | Lechia II Dzierżoniów            | [ 22 ]                         | szczegóły                      | Warszawa III                    | Progres Warszawa                | [ 23 ]                          | szczegóły                       | wielkopolska VIII              | Czarni Wierzbno                | [ 24 ]                         | szczegóły                      |
| Wałbrzych III                  | Sparta Ziębice                   | [ 25 ]                         | szczegóły                      | Warszawa IV                     | Anprel Nowa Wieś                | [ 26 ]                          | szczegóły                       | wielkopolska IX                | Pogoń II Nowe Skalmierzyce     | [ 27 ]                         | szczegóły                      |
| Wrocław I                      | Rokita 1946 Brzeg Dolny          | [ 28 ]                         | szczegóły                      | Województwo opolskie            | Województwo opolskie            | Województwo opolskie            | Województwo opolskie            | Województwo zachodniopomorskie | Województwo zachodniopomorskie | Województwo zachodniopomorskie | Województwo zachodniopomorskie |
| Wrocław II                     | Plon Gądkowice                   | [ 29 ]                         | szczegóły                      | opolska I                       | Stobrawa Ligota Dolna           | [ 30 ]                          | szczegóły                       | zachodniopomorska I            | Vineta II Wolin                | [ 31 ]                         | szczegóły                      |
| Wrocław III                    | Wiwa Goszcz                      | [ 32 ]                         | szczegóły                      | opolska II                      | LZS Starościn                   | [ 33 ]                          | szczegóły                       | zachodniopomorska II           | Dąbrovia Stara Dąbrowa         | [ 34 ]                         | szczegóły                      |
| Wrocław IV                     | Burza Bystrzyca                  | [ 35 ]                         | szczegóły                      | opolska III                     | LZS Jędrzychów                  | [ 36 ]                          | szczegóły                       | zachodniopomorska III          | Sokół Pyrzyce                  | [ 37 ]                         | szczegóły                      |
| Województwo kujawsko-pomorskie | Województwo kujawsko-pomorskie   | Województwo kujawsko-pomorskie | Województwo kujawsko-pomorskie | opolska IV                      | Polonia Prószków                | [ 38 ]                          | szczegóły                       | zachodniopomorska IV           | Energetyk Gryfino              | [ 39 ]                         | szczegóły                      |
| Bydgoszcz I                    | Tarpan Mrocza                    | [ 40 ]                         | szczegóły                      | opolska V                       | Stal Zawadzkie                  | [ 41 ]                          | szczegóły                       | zachodniopomorska V            | Myśla Dargomyśl                | [ 42 ]                         | szczegóły                      |
| Bydgoszcz II                   | Cukrownik Tuczno                 | [ 43 ]                         | szczegóły                      | opolska VI                      | LZS Raszowa                     | [ 44 ]                          | szczegóły                       | zachodniopomorska VI           | Remor Recz                     | [ 45 ]                         | szczegóły                      |
| Toruń                          | Cyklon Kończewice                | [ 46 ]                         | szczegóły                      | Województwo podkarpackie        | Województwo podkarpackie        | Województwo podkarpackie        | Województwo podkarpackie        | zachodniopomorska VII          | Arkadia Malechowo              | [ 47 ]                         | szczegóły                      |
| Włocławek                      | Zjednoczeni Piotrków Kujawski    | [ 48 ]                         | szczegóły                      | Dębica                          | Kaskada Kamionka                | [ 49 ]                          | szczegóły                       | zachodniopomorska VIII         | Santos Kłębowiec               | [ 50 ]                         | szczegóły                      |
| Województwo lubelskie          | Województwo lubelskie            | Województwo lubelskie          | Województwo lubelskie          | Jarosław                        | Dąb Dobkowice                   | [ 51 ]                          | szczegóły                       |                                |                                |                                |                                |
| Biała Podlaska I               | Podlasie II Biała Podlaska       | [ 52 ]                         | szczegóły                      | Krosno I                        | Wiki Sanok                      | [ 53 ]                          | szczegóły                       |                                |                                |                                |                                |
| Biała Podlaska II              | Bór Dąbie                        | [ 54 ]                         | szczegóły                      | Krosno II                       | Górnik Grabownica Starzeńska    | [ 55 ]                          | szczegóły                       |                                |                                |                                |                                |
| Chełm I                        | Vitrum Wola Uhruska              | [ 56 ]                         | szczegóły                      | Krosno III                      | LKS Skołyszyn                   | [ 57 ]                          | szczegóły                       |                                |                                |                                |                                |
| Chełm II                       | GKS Łopiennik                    | [ 58 ]                         | szczegóły                      | Lubaczów                        | Orkan Zapałów                   | [ 59 ]                          | szczegóły                       |                                |                                |                                |                                |
| Lublin I                       | Stal II Kraśnik                  | [ 60 ]                         | szczegóły                      | Przemyśl                        | Czuwaj Przemyśl                 | [ 61 ]                          | szczegóły                       |                                |                                |                                |                                |
| Lublin II                      | Czarni 1947 Dęblin               | [ 62 ]                         | szczegóły                      | Przeworsk                       | Wisełka Siennów                 | [ 63 ]                          | szczegóły                       |                                |                                |                                |                                |
| Lublin III                     | Trawena Trawniki                 | [ 64 ]                         | szczegóły                      | Rzeszów I                       | LKS Jasionka                    | [ 65 ]                          | szczegóły                       |                                |                                |                                |                                |
| Zamość                         | Metalowiec Goraj                 | [ 66 ]                         | szczegóły                      | Rzeszów II                      | Błękit Żołynia                  | [ 67 ]                          | szczegóły                       |                                |                                |                                |                                |
| Województwo lubuskie           | Województwo lubuskie             | Województwo lubuskie           | Województwo lubuskie           | Rzeszów III                     | Dromader Chrząstów              | [ 68 ]                          | szczegóły                       |                                |                                |                                |                                |
| Gorzów Wielkopolski I          | KS Stilon II Gorzów Wielkopolski | [ 69 ]                         | szczegóły                      | Stalowa Wola I                  | Jeziorak Chwałowice             | [ 70 ]                          | szczegóły                       |                                |                                |                                |                                |
| Gorzów Wielkopolski II         | FC Kursko                        | [ 71 ]                         | szczegóły                      | Stalowa Wola II                 | Sparta Jeżowe                   | [ 72 ]                          | szczegóły                       |                                |                                |                                |                                |
| Gorzów Wielkopolski III        | Lubuszanin II Drezdenko          | [ 73 ]                         | szczegóły                      | Województwo podlaskie           | Województwo podlaskie           | Województwo podlaskie           | Województwo podlaskie           |                                |                                |                                |                                |
| Zielona Góra I                 | Schnug Chociule                  | [ 74 ]                         | szczegóły                      | podlaska I                      | Biebrza Goniądz                 | [ 75 ]                          | szczegóły                       |                                |                                |                                |                                |
| Zielona Góra II                | Czarni Drągowina                 | [ 76 ]                         | szczegóły                      | podlaska II                     | Turośnianka Turośń Kościelna    | [ 77 ]                          | szczegóły                       |                                |                                |                                |                                |
| Zielona Góra III               | Czarni Rudno                     | [ 78 ]                         | szczegóły                      | podlaska III                    | Pionier Brańsk                  | [ 79 ]                          | szczegóły                       |                                |                                |                                |                                |
| Zielona Góra IV                | Delta Sieniawa Żarska            | [ 80 ]                         | szczegóły                      | Województwo pomorskie           | Województwo pomorskie           | Województwo pomorskie           | Województwo pomorskie           |                                |                                |                                |                                |
| Województwo łódzkie            | Województwo łódzkie              | Województwo łódzkie            | Województwo łódzkie            | Gdańsk I                        | Błyskawica Reda-Rekowo Dolne    | [ 81 ]                          | szczegóły                       |                                |                                |                                |                                |
| Łódź I                         | AKS SMS II Łódź                  | [ 82 ]                         | szczegóły                      | Gdańsk II                       | Portowiec Gdańsk                | [ 83 ]                          | szczegóły                       |                                |                                |                                |                                |
| Łódź II                        | Rosa Rosanów                     | [ 84 ]                         | szczegóły                      | Gdańsk III                      | Kaszubia Kościerzyna            | [ 85 ]                          | szczegóły                       |                                |                                |                                |                                |
| Łódź III                       | Orzeł Piątkowisko                | [ 86 ]                         | szczegóły                      | Gdańsk IV                       | Rodło Kwidzyn                   | [ 87 ]                          | szczegóły                       |                                |                                |                                |                                |
| Łódź IV                        | Bzura Ozorków                    | [ 88 ]                         | szczegóły                      | Słupsk I                        | ZS Damnica                      | [ 89 ]                          | szczegóły                       |                                |                                |                                |                                |
| Piotrków Trybunalski I         | KS Mniszków                      | [ 90 ]                         | szczegóły                      | Słupsk II                       | Błękitni Motarzyno              | [ 91 ]                          | szczegóły                       |                                |                                |                                |                                |
| Piotrków Trybunalski II        | EBE SPN Bełchatów                | [ 92 ]                         | szczegóły                      | Województwo śląskie             | Województwo śląskie             | Województwo śląskie             | Województwo śląskie             |                                |                                |                                |                                |
| Sieradz I                      | Ekolog Wojsławice                | [ 93 ]                         | szczegóły                      | Bielsko-Biała                   | Soła Kobiernice                 | [ 94 ]                          | szczegóły                       |                                |                                |                                |                                |
| Sieradz II                     | UKS Galewice                     | [ 95 ]                         | szczegóły                      | Bytom                           | Orzeł Nakło Śląskie             | [ 96 ]                          | szczegóły                       |                                |                                |                                |                                |
| Skierniewice I                 | Czarni Bednary                   | [ 97 ]                         | szczegóły                      | Częstochowa I                   | Liswarta Popów                  | [ 98 ]                          | szczegóły                       |                                |                                |                                |                                |
| Skierniewice II                | Laktoza Łyszkowice               | [ 99 ]                         | szczegóły                      | Częstochowa II                  | Stradom Częstochowa             | [ 100 ]                         | szczegóły                       |                                |                                |                                |                                |
| Województwo małopolskie        | Województwo małopolskie          | Województwo małopolskie        | Województwo małopolskie        | Katowice                        | Orzeł Mokre                     | [ 101 ]                         | szczegóły                       |                                |                                |                                |                                |
| Chrzanów                       | Błyskawica Myślachowice          | [ 102 ]                        | szczegóły                      | Lubliniec                       | Unia Kalety                     | [ 103 ]                         | szczegóły                       |                                |                                |                                |                                |
| Kraków I                       | LKS Niedźwiedź                   | [ 104 ]                        | szczegóły                      | Racibórz                        | Naprzód Syrynia                 | [ 105 ]                         | szczegóły                       |                                |                                |                                |                                |
| Kraków II                      | Gwiazda Ściejowice               | [ 106 ]                        | szczegóły                      | Rybnik                          | Ruch Stanowice                  | [ 107 ]                         | szczegóły                       |                                |                                |                                |                                |
| Kraków III                     | Bieżanowianka Kraków             | [ 108 ]                        | szczegóły                      | Skoczów                         | Olimpia Goleszów                | [ 109 ]                         | szczegóły                       |                                |                                |                                |                                |
| Limanowa                       | LKS Jodłownik                    | [ 110 ]                        | szczegóły                      | Sosnowiec                       | Ostoja Żelisławice              | [ 111 ]                         | szczegóły                       |                                |                                |                                |                                |
| Myślenice                      | Hejnał Krzyszkowice              | [ 112 ]                        | szczegóły                      | Tychy                           | Piast Gol Bieruń                | [ 113 ]                         | szczegóły                       |                                |                                |                                |                                |
| Nowy Sącz                      | Zawisza Rożnów                   | [ 114 ]                        | szczegóły                      | Zabrze                          | Ruch Kozłów                     | [ 115 ]                         | szczegóły                       |                                |                                |                                |                                |
| Nowy Sącz-Gorlice              | LKS Ropa                         | [ 116 ]                        | szczegóły                      | Żywiec                          | Stal-Śrubiarnia Żywiec          | [ 117 ]                         | szczegóły                       |                                |                                |                                |                                |
| Olkusz                         | Laskowianka Laski                | [ 118 ]                        | szczegóły                      | Województwo świętokrzyskie      | Województwo świętokrzyskie      | Województwo świętokrzyskie      | Województwo świętokrzyskie      |                                |                                |                                |                                |
| Oświęcim                       | Zgoda Malec                      | [ 119 ]                        | szczegóły                      | Kielce I                        | Partyzant Radoszyce             | [ 120 ]                         | szczegóły                       |                                |                                |                                |                                |
| Podhale                        | Lubań Tylmanowa                  | [ 121 ]                        | szczegóły                      | Kielce II                       | Partyzant Wodzisław             | [ 122 ]                         | szczegóły                       |                                |                                |                                |                                |
| Tarnów I                       | Orzeł Cikowice                   | [ 123 ]                        | szczegóły                      | Sandomierz                      | Kamienna Brody                  | [ 124 ]                         | szczegóły                       |                                |                                |                                |                                |
| Tarnów II                      | Okocimski KS II Brzesko          | [ 125 ]                        | szczegóły                      | Województwo warmińsko-mazurskie | Województwo warmińsko-mazurskie | Województwo warmińsko-mazurskie | Województwo warmińsko-mazurskie |                                |                                |                                |                                |
| Tarnów III                     | Łęgovia Łęg Tarnowski            | [ 126 ]                        | szczegóły                      | warmińsko-mazurska I            | Cresovia Górowo Iławeckie       | [ 127 ]                         | szczegóły                       |                                |                                |                                |                                |
| Tarnów IV                      | LKS Koszyce Wielkie              | [ 128 ]                        | szczegóły                      | warmińsko-mazurska II           | Tęcza Miłomłyn                  | [ 129 ]                         | szczegóły                       |                                |                                |                                |                                |
| Wadowice I                     | Żuraw Krzeszów                   | [ 130 ]                        | szczegóły                      | warmińsko-mazurska III          | GKS Stawiguda                   | [ 131 ]                         | szczegóły                       |                                |                                |                                |                                |
| Wadowice II                    | Olimpia Chocznia                 | [ 132 ]                        | szczegóły                      | warmińsko-mazurska IV           | MKS Działdowo                   | [ 133 ]                         | szczegóły                       |                                |                                |                                |                                |
| Wieliczka                      | Gdovia Gdów                      | [ 134 ]                        | szczegóły                      |                                 |                                 |                                 |                                 |                                |                                |                                |                                |